# Cispius kimbius
Cispius kimbius is een spinnensoort in de taxonomische indeling van de kraamwebspinnen (Pisauridae).
Het dier behoort tot het geslacht Cispius. Blandin publiceerde de wetenschappelijke naam van deze soort voor het eerst op geldige wijze in 1978.